# Лисичниківські липи
Лисичниківські липи — ботанічна пам'ятка природи місцевого значення в Україні. Розташована на території Чортківського району Тернопільської області, в центрі села Лисичники, біля автобусної зупинки.
Площа — 0,04 га, статус отриманий у 1994 році. Під охороною – 4 липи дрібнолистих діаметром 25, 37, 44 і 81 см, посаджені 1848 р. біля пам’ятного хреста на честь скасування кріпосного права.